# Дмитриев-Мамонов, Матвей Васильевич
Матве́й Васи́льевич Дми́триев-Мамо́нов (1724—1810) — сенатор, действительный тайный советник.
Занимаемые должности: наместник Смоленского наместничества (1777—1778), президент Вотчинной коллегии, главный директор Межевой канцелярии и Екатерининской больницы.

## Карьера
Происходил  из рода Дмитриевых-Мамоновых. Родился 26 октября (6 ноября) 1724 года в семье будущего контр-адмирала Василия Афанасьевича Дмитриева-Мамонова. 
Получил домашнее образование. В декабре 1741 года начал службу в Придворном ведомстве, затем перешёл на военную службу. С 29 сентября 1752 года из армейских поручиков пожалован капитаном Севских гарнизонных батальонов. В 1757 году назначен генерал-аудитором при Военной коллегии в ранге премьер-майора. В феврале 1762 года произведён в полковники и назначен членом присутствия Дворцовой канцелярии.  С 12 мая 1763 года произведен армии бригадиром и назначен вице-президентом Коллегии экономии. По новым штатам, указом Екатерины II от 17 апреля 1764 года, переименован в статские советники, со старшинством с 12 мая 1763 года и оставлением в должности. С 1767 года назначен директором Московской конторы Главной дворцовой канцелярии. С 14 октября 1769 года произведён в действительные статские советники, с оставлением в должности. С 25 ноября 1775 по 20 марта 1778 годах возглавлял Смоленское наместничество. Пользовался протекцией своего дальнего свойственника Г. А. Потёмкина. По прошению, с 20 марта 1778 года уволен "от всех дел",  с пенсией ½ от жалованья.
До 1786 года жил в провинции. Взлёт карьеры Дмитриева-Мамонова произошёл в 1786 году, после того как его сын Александр попал «в случай», то есть приглянулся Екатерине II. В том же году Матвей Васильевич был назначен сенатором, 20 августа 1786 произведён в тайные советники (ст. 24.11.1780)  и получил орден Св. Александра Невского (30.08.1786) и орден Святого Владимира 2 степени (22.09.1787). Велено ему присутсвовать в московских департаментах Правительствующего Сената. Из казны ему было выделено 80 тысяч рублей на уплату долгов, что позволило приобрести трёхэтажный московский особняк, давший название Мамонову переулку (ныне это Московская глазная больница).
Будучи главным директором Межевой канцелярии, землемеров и архива (1789 - 1798) в конце царствования императрицы Екатерины II, получил от Сената поручение заняться упорядочением межевого делопроизводства, где было много упущений и незаконных поблажек на почве взяточничества. В конце 1796 года Матвей Васильевич составил доклад государю, который был подписан 7 декабря того же года и дан сенату для немедленного его приведения в действие. Этот доклад касался, во-первых — двух межевых контор в Псковской и Вологодской губерниях, где все работы были уже закончены и служащие оставались без занятий; и, во-вторых — улучшения быта штатных чиновников и докторов при ведомстве Межевой канцелярии путём увеличения жалованья и поддержки Константиновского землемерного училища.

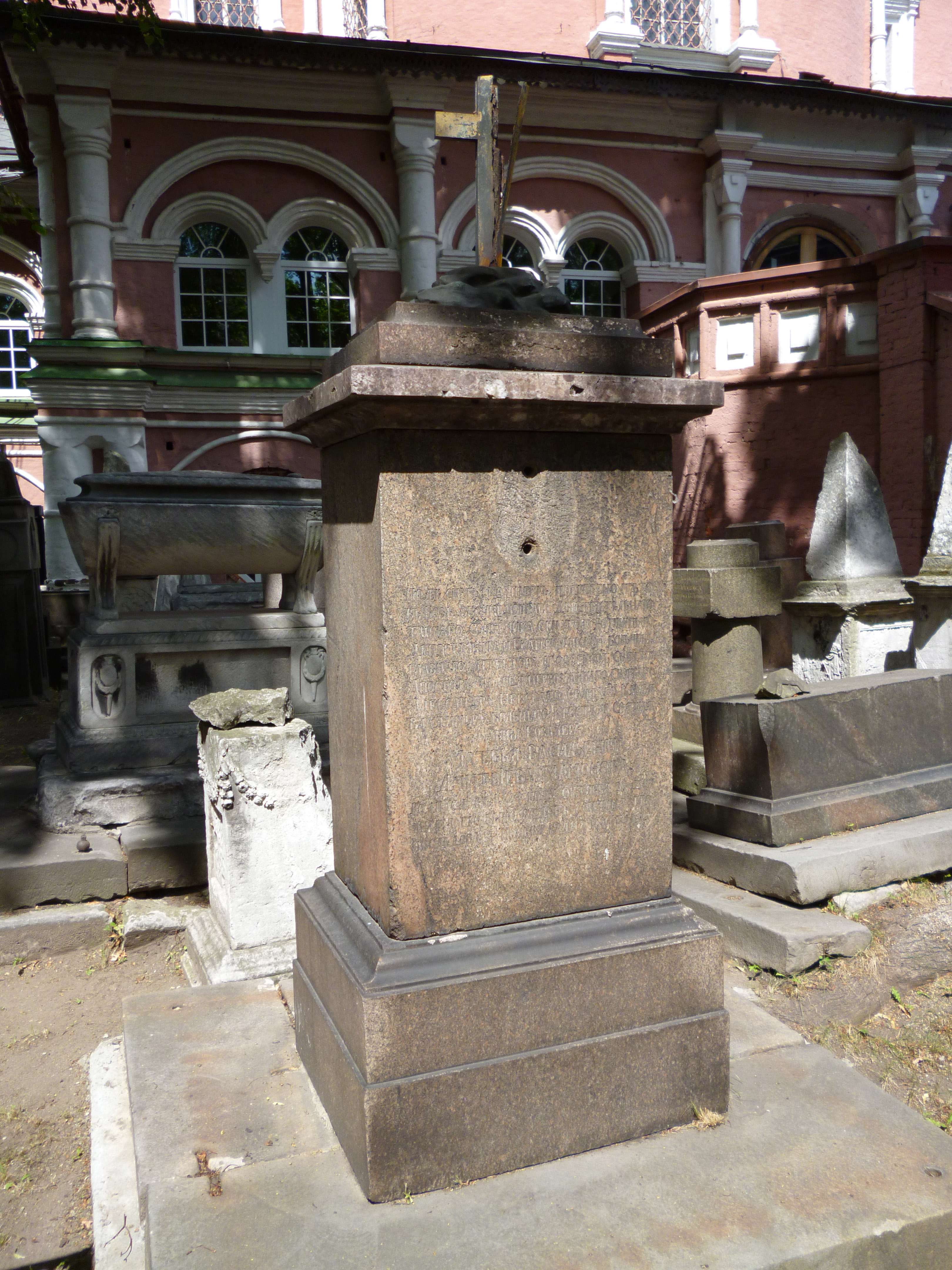
Могила М. В. Дмитриева-Мамонова у стен старого собора Донского монастыря

В мае 1797 года, по его докладу, была прибавлена сумма денег на содержание московской Екатерининской больницы, которая в материальном отношении оставляла желать лучшего. В январе 1797 года он был произведён в действительные тайные советники, а спустя год, 8 февраля 1798 года, согласно прошению, поданному им на Высочайшее имя, он был уволен от главного управления межевой канцелярией. Присутствовал в VI уголовном департаменте Сената [1805-1808], во II отд. VI департамента Сената [1808-1810]. В царствование императора Александра I пожалован кавалером орденов Святого Владимира 1 степени (1801) и Святого Андрея Первозванного (1805). Почётный  член  Московского университета и Московского общества испытателей природы при Университете.
Умер 19 ноября (1 декабря) 1810 года. Похоронен в Донском монастыре.

## Семья
Был женат на Анне Ивановне Боборыкиной (1723—1792), наследнице села Чирец, которая через Загряжских состояла в свойстве́ с князем Потёмкиным. Супруги имели четырёх дочерей — Марию (27.10.1756—1782), Прасковью (1757—19.02.1823; фрейлина), Анастасию (10.10.1759—29.08.1803; фрейлина), Анну (1763—1770)  — и сына Александра (19.09.1759—29.09.1803) — фаворита Екатерины II, возведённого в графское достоинство. Ещё один сын - Фёдор, умер в младенчестве. Могилы членов этого семейства находятся подле Большого собора Донского монастыря.